# Mont Yoko
Pour les articles homonymes, voir Mont Yoko (Yatsugatake septentrional) et Mont Yoko (Hidaka).
Le mont Yoko (横岳, Yoko-dake) se trouve dans le groupe volcanique méridional de Yatsugatake des monts Yatsugatake dans le Honshū au Japon.